# Angostura FC
Der Angostura Fútbol Club ist ein venezolanischer Fußballverein aus Ciudad Bolívar, der auch Torbellino Auriazul genannt wird.

## Geschichte
Der im Dezember 2007 gegründete Angostura FC wurde nach dem früheren Namen von Ciudad Bolívar benannt. Der Verein nahm in der Saison 2008/09 erstmals am Wettbewerb der Tercera División teil und belegte in der Apertura den letzten Platz in seiner Gruppe mit drei Unentschieden und drei Niederlagen. In den anschließenden Saisons steigerte sich das Team und stieg zur Saison 2009/10 in die Segunda División auf, nachdem der Minervén FC zwangsabsteigen musste. Angostura stieg zur Saison 2009/10 in die Segunda División auf, da Minervén administrativ abgestiegen war. In der zweiten Liga etablierte sich Angostura und zog 2013 vorübergehend nach Maturín um, kehrte jedoch für die Saison 2014/15 nach Ciudad Bolívar zurück. Nach einer schwachen Saison 2015 entging der Verein nur aufgrund einer Ligenreform dem Abstieg und spielte auch in den Jahren danach gegen den Abstieg oder landete auf Mittelfeldplätzen. In der Saison 2019 war das Team dem Aufstieg nah, als es sowohl Apertura als auch Clausura gewann, allerdings beide Male in der K.-o.-Phase im Halbfinale ausschied. In der Saison 2022 krönte sich Angostura nach einem 4:2-Sieg über Academia Anzoátegui zum Zweitligameister und sicherte sich den direkten Aufstieg in die Primera División.
Angostura spielte zwei Saisons in der Primera División und erreichte 2024 das Halbfinale des Apertura-Turniers. Nach Saisonende wurde bekannt, dass der Verein Verhandlungen über eine Fusion mit dem Zweitligisten Anzoátegui führte, bei der Anzoátegui Angosturas Platz in der Primera División übernehmen sollte. Im Januar 2025 bestätigte die Liga FUTVE, dass Anzoátegui Angostura im Wettbewerb ersetzen wird, während Angostura infolge dieser Vereinbarung in der Segunda División antritt.

## Stadion
Der Angostura FC trägt seine Heimspiele im 1981 eröffneten Estadio Ricardo Tulio Maya aus, das eine Kapazität von 2500 Plätzen hat.

## Erfolge
Segunda División: 2022